# Capilla de Plevna
La Capilla de Plevna o el Monumento a los Héroes de Plevna (en ruso: Памятник героям Плевны) es un monumento de acceso público dedicado a los Granaderos rusos que murieron durante el asedio de Pleven.
Fue abierto en una plaza de la Puerta Ilinka de la ciudad amurallada en Moscú en el 10 º aniversario de la toma de Pleven (1887), en presencia del mariscal de campo Nikolai Nikolayevich. El monumento fue diseñado por Vladimir Sherwood. Cada lado está decorado con una placa de alto relieve que ilustra las hazañas de los granaderos. El interior, ahora vacío, una vez albergó una serie de placas de bronce que recuerdan a 18 oficiales Granaderos y 542 soldados que murieron en Plevna. Un servicio conmemorativo anual se celebra en frente de la capilla, el 3 de marzo (el día de la liberación de Bulgaria). 